# Morti nel 1969/Novembre
| Questa pagina contiene informazioni ricavate automaticamente dalle voci biografiche con l'ausilio del template Bio e di un bot. L'aggiornamento è periodico e automatico e ricostruisce completamente la pagina. Se manca una persona in questa lista, sei pregato di non aggiungerla, ma accertati piuttosto che la sua voce biografica contenga il template Bio e che i dati anagrafici siano correttamente compilati. Se il template Bio manca, inseriscilo tu stesso o, in alternativa, metti l'avviso {{tmp\|Bio}} che ne segnala la mancanza. Se i dati riportati sono sbagliati, correggi direttamente la voce biografica; le modifiche saranno visibili in questa lista entro pochi giorni. Per chiarimenti vedi il progetto biografie. La lista contiene solo le 78 persone che sono citate nell'enciclopedia e per le quali è stato implementato correttamente il template Bio. Pagina aggiornata al 3 mar 2024. |

- 1º novembre - Pauline Bush, attrice statunitense (n. 1886)
- 1º novembre - Josef Hassmann, calciatore austriaco (n. 1910)
- 2 novembre - Antonio Ramirez, politico italiano (n. 1899)
- 2 novembre - Paolo Alberto Rossi, diplomatico italiano (n. 1887)
- 3 novembre - Silvio Monfrini, scultore italiano (n. 1894)
- 3 novembre - Zeki Rıza Sporel, calciatore turco (n. 1898)
- 4 novembre - Carlos Marighella, politico, guerrigliero e scrittore brasiliano (n. 1911)
- 4 novembre - Ferenc Szabó, compositore ungherese (n. 1902)
- 5 novembre - Brunolf Baade, ingegnere tedesco (n. 1904)
- 5 novembre - Lloyd Corrigan, attore, regista e sceneggiatore statunitense (n. 1900)
- 6 novembre - Vincenzo Fasolo, architetto, ingegnere e storico dell'architettura italiano (n. 1885)
- 6 novembre - Max Knoll, ingegnere e inventore tedesco (n. 1897)
- 7 novembre - Luigi Angelini, ingegnere e storico dell'architettura italiano (n. 1884)
- 7 novembre - Yehuda Burla, scrittore israeliano (n. 1886)
- 7 novembre - Pietro Giunti, politico italiano (n. 1899)
- 7 novembre - Vincenzo Monaldi, politico e medico italiano (n. 1899)
- 7 novembre - Ernesto Nathan Rogers, architetto e teorico dell'architettura italiano (n. 1909)
- 8 novembre - Dino Arcangeli, aviatore italiano (n. 1904)
- 8 novembre - Giuseppe Botteri, politico italiano (n. 1894)
- 8 novembre - Harry Mallin, pugile britannico (n. 1892)
- 8 novembre - Dave O'Brien, attore, regista e commediografo statunitense (n. 1912)
- 8 novembre - Vesto Slipher, astronomo statunitense (n. 1875)
- 9 novembre - Paul Berth, calciatore danese (n. 1890)
- 9 novembre - Stewart Chaney, scenografo statunitense (n. 1905)
- 9 novembre - Henri Massé, arabista e iranista francese (n. 1886)
- 9 novembre - Arthur Witty, imprenditore e calciatore spagnolo (n. 1878)
- 10 novembre - Cesare Cerati, giornalista italiano (n. 1899)
- 11 novembre - Galileo Cattabriga, pittore italiano (n. 1901)
- 11 novembre - Armin Joseph Deutsch, astrofisico e scrittore di fantascienza statunitense (n. 1918)
- 11 novembre - Axel Graatkjær, direttore della fotografia danese (n. 1885)
- 12 novembre - Marcello Barlocco, scrittore e poeta italiano (n. 1910)
- 12 novembre - William Friedman, crittografo statunitense (n. 1891)
- 12 novembre - Liu Shaoqi, politico, militare e rivoluzionario cinese (n. 1898)
- 12 novembre - Giuseppe Morandini, geografo italiano (n. 1907)
- 12 novembre - José Piendibene, allenatore di calcio e calciatore uruguaiano (n. 1890)
- 13 novembre - Bruno Benassati, calciatore italiano (n. 1894)
- 13 novembre - Iskander Mirza, politico e militare pakistano (n. 1899)
- 13 novembre - Fanny Rosenfeld, velocista e mezzofondista canadese (n. 1904)
- 14 novembre - Giuseppe Babbi, politico e sindacalista italiano (n. 1893)
- 15 novembre - Roy D'Arcy, attore statunitense (n. 1894)
- 15 novembre - Boris Kroyt, violista e violinista ucraino (n. 1897)
- 15 novembre - Niels Larsen, tiratore a segno danese (n. 1889)
- 15 novembre - Ola Olstad, zoologo e esploratore norvegese (n. 1885)
- 15 novembre - Ignacio Aldecoa, scrittore spagnolo (n. 1925)
- 15 novembre - Mladen Žujović, avvocato serbo (n. 1895)
- 16 novembre - Maria Letizia Celli, attrice italiana (n. 1892)
- 16 novembre - Alfredo Vignale, imprenditore italiano (n. 1913)
- 18 novembre - Bridget Dowling,  irlandese (n. 1891)
- 18 novembre - Léon Jongen, compositore, organista e direttore d'orchestra belga (n. 1884)
- 18 novembre - Joseph P. Kennedy, politico, diplomatico e imprenditore statunitense (n. 1888)
- 18 novembre - Miha Krek, politico e avvocato jugoslavo (n. 1897)
- 18 novembre - Oreste Palella, attore, regista e sceneggiatore italiano (n. 1912)
- 18 novembre - Aldo Enzo Pignatari, politico italiano (n. 1897)
- 18 novembre - Hans-Erich Voss, ammiraglio tedesco (n. 1897)
- 19 novembre - Antonio Annarumma, poliziotto italiano (n. 1947)
- 19 novembre - Blasco Lanza D'Ajeta, nobile e diplomatico italiano (n. 1907)
- 19 novembre - Amos Luchetti Gentiloni, architetto italiano (n. 1889)
- 19 novembre - Niccolò Rodolico, storico e scrittore italiano (n. 1873)
- 21 novembre - Lia Angeleri, attrice italiana (n. 1922)
- 21 novembre - Arnoldo Ellerman, compositore di scacchi argentino (n. 1893)
- 21 novembre - Norman Lindsay, artista, scultore e scrittore australiano (n. 1879)
- 21 novembre - John Loaring, ostacolista e velocista canadese (n. 1915)
- 21 novembre - Mutesa II di Buganda, politico ugandese (n. 1924)
- 23 novembre - André Gaboriaud, schermidore francese (n. 1895)
- 23 novembre - Saul Winstein, chimico canadese (n. 1912)
- 24 novembre - Mirko Basaldella, scultore e pittore italiano (n. 1910)
- 24 novembre - Eugenio Duse, attore italiano (n. 1889)
- 25 novembre - Hans Reiter, medico e criminale di guerra tedesco (n. 1881)
- 26 novembre - Giorgio Bellani, giornalista e telecronista sportivo italiano (n. 1923)
- 26 novembre - William Keble Martin, sacerdote, botanico e illustratore britannico (n. 1877)
- 27 novembre - Honorio Delgado, psichiatra e filosofo peruviano (n. 1892)
- 27 novembre - Elio Luxardo, fotografo italiano (n. 1908)
- 27 novembre - László Székely, allenatore di calcio e calciatore ungherese (n. 1910)
- 28 novembre - Roy Barcroft, attore statunitense (n. 1902)
- 29 novembre - Jozef Lettrich, politico e avvocato slovacco (n. 1905)
- 29 novembre - Seth Plum, calciatore inglese (n. 1899)
- 29 novembre - Paolo Zamboni, ostacolista italiano (n. 1939)
- 30 novembre - Steve Grivnow, calciatore statunitense (n. 1922)